# Lockheed Air Express
Le Lockheed Air Express ou Lockheed L-3 est un avion de transport léger apte aux vols postaux conçu et réalisé aux États-Unis durant l'entre-deux-guerres. Il n'a été construit qu'à huit exemplaires.

## Historique

### Développement
EN 1926 le gouvernement fédéral des États-Unis fit voter l'Air Commerce Act, une loi encadrant les activités de l'aviation civile américaine. Mais surtout celle-ci prévoyait l'existence d'une aviation postale pleinement autonome. C'est ainsi que plusieurs avionneurs décidèrent de développer des avions postaux. Ce fut notamment le cas de Lockheed Corporation et de son Air Express. Des contacts furent alors pris avec la compagnie aérienne Western Air Express.
Le programme fut confié à l'ingénieur Jack Northrop qui décida pour des raisons économiques de travailler à partir du fuselage du Vega et d'une aile nouvelle de type parasol. Le premier vol de l'avion intervint le 10 avril 1928.
Les essais en vol ne furent pas aussi réussis qu'espérés et finalement Western Air Express n'acheta qu'un seul exemplaire de l'avion de Lockheed. Cependant d'autres compagnies l'utilisèrent jusqu'au début des années 1940. Quelques avions volèrent même au Brésil.

### En service

#### Au sein des compagnies
Les premiers exemplaires de série entrèrent en service actif en 1928 au sein de Western Air Express, mais aussi de Pan American Airways et de Texas Air Transport. Ils effectuaient aussi bien des transports de passagers que de courrier. Dans ce second cas 450 kg pouvait prendre places dans la carlingue. La majorité des Lockheed Air Express volèrent jusqu'à 1939. Le dernier avion fut retiré du service l'année suivante.

#### En tant qu'avion d'exploration et de raids
Le 9 octobre 1930 le Lockheed Air Express devint le premier avion à réaliser un vol sans escale entre la côte est et la côte ouest des États-Unis avec aux commandes une femme. C'est l'aviatrice Laura Ingalls qui réalisa cette première, entre les villes de New York et de Los Angeles. Le vol dura trente heures.
Quatre ans plus tard elle réutilisa son Lockheed L-3 pour une série de vols de recherches en Amérique du Sud, bouclant un total de plus de 27 000 kilomètres en deux mois.

### Utilisateurs
- Brésil
  - Panair do Brasil.
- États-Unis
  - American Airways
  - New York Rio & Buenos Aires Airlines
  - Pan American Airways
  - Texas Air Transport.
  - Western Air Express.

## Aspects techniques

### Description
Le Lockheed Air Express se présente sous la forme d'un monoplan parasol monomoteur construit en bois et métal. Disposant d'un moteur en étoile Pratt & Whitney R-1340 d'une puissance de 425 chevaux entraînant une hélice bipale en métal il possédait un train d'atterrissage classique fixe à large voie avec une roulette de queue orientable. Si le pilote prenait place dans un cockpit à l'air libre, ses quatre à six passagers étaient installés dans un cabine sise dans le fuselage de l'avion.

### Versions
- Lockheed L-3 Air Express : Désignation portée par les sept avions[7] de série destinés au transport de passagers et de courrier.
- Lockheed L-3 Air Express Spécial : Désignation portée par un avion spécialement aménagé pour des vols de raids[4] pour l'aviatrice Laura Ingalls et motorisé avec un Wasp de 450 ch.